# Jardin Toussaint-Louverture
Le jardin Toussaint-Louverture est un espace vert du 20e arrondissement de Paris.

## Situation et accès
Le site est accessible par le 47, rue des Cendriers.
Il est desservi par les lignes 2 et 3 aux stations de métro Père Lachaise et Ménilmontant.

## Origine du nom
L'espace vert situé 73 rue des Amandiers est appelé « square des Amandiers » car il n'a pas de dénomination particulière. Avant d'être urbanisée, ladite rue était bordée bordée d’amandiers ; c'est pourquoi des amandiers ont été plantés dans le jardin (en plus des traditionnels cerisiers, chênes, etc., buissons de lavandes et de romarin, et massifs de plantes vivaces).
En 2021, l'espace vert est finalement dénommé en hommage à Toussaint Louverture, chef de la révolution haïtienne,.

## Historique
Le 5 novembre 2010, un « Bench by the road » (Banc au bord de la route) est inauguré rue Louis-Delgrès par la Toni Morrison Society, en présence de la romancière Toni Morrison. Il rend hommage aux victimes de l'esclavage et aux combats de Louis Delgrès,. Le banc de mémoire à Louis Delgrès est déplacé jardin Toussaint-Louverture le 10 mai 2023, lors de la Journée nationale des mémoires de la traite, de l'esclavage et de leur abolition.